# Neudorf (Harzgerode)
Neudorf è una frazione della città tedesca di Harzgerode.

## Amministrazione
La frazione di Neudorf è amministrata da un consiglio locale (Ortschaftsrat) di 5 membri e da un sindaco di frazione (Ortsbürgermeister).